# Ludwigsburg
Ludwigsburg és un municipi alemany, situat al nord de l'estat federal anomenat Baden-Württemberg, a uns 12 km de Stuttgart, a la vora del riu Neckar.
El palau residencial, Residenzschloss, imponent i amb un jardí barroc espectacular, és el monument característic de la ciutat, però aquesta compta amb dos altres palauets: Mon Repos i Favorite.
Altres atractius de la ciutat són: el mercat de Nadal, l'exposició més gran del món de carbasses (cada setembre-octubre), la fira veneciana o la manufactura pròpia de porcellana.
Especialment adient per als nens és el jardí dels contes: una zona situada dins els jardins del palau residencial on es troben representats la majoria dels contes infantils clàssics, com: Rapunzel o Hänsel i Gretel. Es va inaugurar l'any 1959.

## Història
A principis del segle xviii Eberhard Ludwig (Stuttgart, 18 de setembre de 1676 - Ludwigsburg, 31 d'octubre de 1733), duc de Würtemberg, va manar construir un immens castell prop de la ciutat de Stuttgart, amb el que somiava emular a Versalles. Va triar aquesta zona degut a la seva situació privilegiada, just al costat del riu Neckar, amb vinyes i un clima suau i agradable, en comparació amb d'altres zones.
El palau compta amb un espectacular jardí barroc, que els vilatans anomenen "Blüba". És aquí on se celebren la majoria de les festes i esdeveniments: focs artificials, exposicions i fires a l'aire lliure etc.
A l'entorn del palau residencial va sorgir el nucli urbà de Ludwigsburg, fundada l'any 1704. Encara ara es poden advertir reconvertides en edificis civils les antigues cavallerisses dels destacaments militars que envoltaven el palau.
L'estudiada planificació urbana es manifesta en el traçat de la xarxa viària: els carrers i avingudes semblen traçades amb tiralínies.

## Fills il·lustres
- Carlo Giuseppe Toeschi (1731-1788), violinista, compositor i director d'orquestra.
- Andreas Ludwig Keittinger (1728-1800), fabricant d'indianes.
- Hartmut Michel (1948 -),bioquímic, Premi Nobel de Química de l'any 1988.